# Léninka
Léninka (en rus: Ленинка) és un poble de l'óblast de Rostov, a Rússia, segons el cens rus del 2010 tenia 230 habitants. Pertany al districte de Zernograd.